# Coupe des Alpes 1971
Navigation
Édition précédente Édition suivante
La Coupe des Alpes 1971 est la 11e édition de la Coupe des Alpes, compétition internationale de football.
Cette édition voit s'affronter des clubs italiens et suisses. Il y a deux poules de quatre équipes composées chacune de deux clubs italiens et de deux clubs suisses. Chaque équipe affronte deux fois les deux clubs de l'autre nation. Le meilleur club suisse et le meilleur club italien s'affrontent en finale. Le tournoi est remporté par la Lazio qui dispose en finale du FC Bâle. 

## Participants
| Équipes suisses   | Équipes italiennes | Groupes |
| ----------------- | ------------------ | ------- |
| FC Lugano         | Lazio              | A       |
| FC Winterthur     | Sampdoria          | A       |
| FC Bâle           | Varèse             | B       |
| FC Lausanne-Sport | Hellas Vérone      | B       |

## Phase de poules
Le système de points est le suivant : 
- 2 points la victoire
- 1 point le match nul
- 0 point la défaite

Un point est également attribué par but marqué.

### Groupe A

#### Classement
| Equipe           | Pt | G | V | N | P | BP | BC | Diff. |
| ---------------- | -- | - | - | - | - | -- | -- | ----- |
| 1. Lazio         | 7  | 4 | 3 | 1 | 0 | 15 | 5  | +10   |
| 2. Sampdoria     | 5  | 4 | 2 | 1 | 1 | 6  | 4  | +2    |
| 3. FC Lugano     | 3  | 4 | 1 | 1 | 2 | 5  | 9  | -4    |
| 4. FC Winterthur | 1  | 4 | 0 | 1 | 3 | 4  | 12 | -8    |

#### Résultats

##### Première journée
| 12 juin 1971 | Sampdoria | 0 - 0 | FC Winterthur |  |  |
|              |           |       |               |  |  |

| 12 juin 1971 | Lazio                                                               | 4 - 0 | FC Lugano |  |
|              | Manservisi 15e · Fortunato 47e · Berset (c.s.c) 74e · Chinaglia 80e |       |           |  |

##### Deuxième journée
| 15 juin 1971 | Sampdoria    | 1 - 2 | FC Lugano                 |  |  |
|              | Spadetto 29e |       | 25e Berset · 27e Arrigoni |  |  |

| 15 juin 1971 | Lazio                                                       | 4 - 1 | FC Winterthur  |  |  |
|              | Chinaglia 1re · Chinaglia 17e · Chinaglia 46e · Mazzola 70e |       | 81e Meili (de) |  |  |

##### Troisième journée
| 19 juin 1971 | FC Winterthur | 1 - 3 | Sampdoria                                        |  |  |
|              | Dimmeler 33e  |       | 14e Francesconi · 69e Francesconi · 85e Spadetto |  |  |

| 19 juin 1971 | FC Lugano                     | 2 - 2 | Lazio                         |  |  |
|              | Hansen 15e · Luttrop (de) 39e |       | 53e Fortunato · 57e Chinaglia |  |  |

##### Quatrième journée
| 22 juin 1971 | FC Lugano  | 1 - 2 | Sampdoria                |  |  |
|              | Hansen 15e |       | 25e Fotia · 50e Spadetto |  |  |

| 22 juin 1971 | FC Winterthur             | 2 - 5 | Lazio                                                          |  |  |
|              | Duvoisin 47e · Oettli 87e |       | 9e Manservisi · 16e Facco · 34e Fava · 60e Dolso · 88e Morrone |  |  |

### Groupe B

#### Classement
| Equipe               | Pt | G | V | N | P | BP | BC | Diff. |
| -------------------- | -- | - | - | - | - | -- | -- | ----- |
| 1. FC Bâle           | 6  | 4 | 3 | 0 | 1 | 8  | 4  | +3    |
| 2. Hellas Vérone     | 4  | 4 | 2 | 0 | 2 | 7  | 9  | -2    |
| 3. FC Lausanne-Sport | 3  | 4 | 1 | 1 | 2 | 4  | 5  | -1    |
| 4. Varèse            | 3  | 4 | 1 | 1 | 2 | 2  | 3  | -1    |

#### Résultats

##### Première journée
| 12 juin 1971 | Varèse        | 1 - 0 | FC Lausanne-Sport |  |
|              | Tamborini 29e |       |                   |  |

| 12 juin 1971 | Hellas Vérone                               | 3 - 2 | FC Bâle                         |  |  |
|              | Orazi 7e · Clerici 44e · Clerici 60e (pen.) |       | 21e Mundschin · 30e Hauser (de) |  |  |

##### Deuxième journée
| 15 juin 1971 | Varèse | 0 - 1 | FC Bâle     |  |
|              |        |       | 75e Stohler |  |

| 15 juin 1971 | Hellas Vérone      | 1 - 2 | FC Lausanne-Sport             |  |  |
|              | Clerici 11e (pen.) |       | 47e Cucinotta · 57e Cucinotta |  |  |

##### Troisième journée
| 19 juin 1971 | FC Bâle                                                        | 4 - 1 | Hellas Vérone | Stade Saint-Jacques, Bâle                            |                                                      |
|              | Balmer (de) 17e · Balmer 33e · Demarmels (it) 50e · Balmer 69e |       | 19e Orazi     | Spectateurs : 22'500 Arbitrage : Mr. Heinz Wildabher | Spectateurs : 22'500 Arbitrage : Mr. Heinz Wildabher |

| 19 juin 1971 | FC Lausanne-Sport | 1 - 1 | Varèse     | Stade de la Pontaise, Lausanne                        |                                                       |
|              | Dürr 24e          |       | 35e Morini | Spectateurs : 7'255 Arbitrage : Mr. Philippe Eberarth | Spectateurs : 7'255 Arbitrage : Mr. Philippe Eberarth |

##### Quatrième journée
| 22 juin 1971 | FC Bâle           | 1 - 0 | Varèse | Stade Saint-Jacques, Bâle                              |                                                        |
|              | Demarmels (It) 2e |       |        | Spectateurs : 20 800 Arbitrage : Mr. Riccardo Mazzolli | Spectateurs : 20 800 Arbitrage : Mr. Riccardo Mazzolli |

| 22 juin 1971 | FC Lausanne-Sport | 1 - 2 | Hellas Vérone           | Stade de la Pontaise, Lausanne                  |                                                 |
|              | Dürr 5e           |       | 4e Landini · 91e Sirena | Spectateurs : 6'964 Arbitrage : Mr. Paul Lutrop | Spectateurs : 6'964 Arbitrage : Mr. Paul Lutrop |

## Finale
| 25 juin 1971 | FC Bâle    | 1 - 3 | Lazio                                                 | Stade Saint-Jacques, Bâle                              |                                                        |
|              | Wenger 41e |       | 22e Manservisi · 76e Chinaglia · 86e (pen.) Chinaglia | Spectateurs : 25'000 Arbitrage : Mr. Philippe Eberarth | Spectateurs : 25'000 Arbitrage : Mr. Philippe Eberarth |